# Безотосний Микола Трохимович
Безото́сний Микола Трохимович (нар. 24 квітня 1941) — український науковець, педагог і громадський діяч, кандидат історичних наук, доцент кафедри філософії, історії та педагогіки Полтавської державної аграрної академії. Автор монографії «Україна в добу сталінщини: історія опору», понад 250 наукових праць з історії формування національної ідеї, культури та державності, трьох навчальних посібників з історії України, політології та історії української культури.

## Біографічні відомості
Микола Безотосний народився 24 квітня 1941 року в селі Вільниця (раніше хутір Силки) Чутівського району Полтавської області в родині нащадків козаків. Батько Миколи загинув у горнилі Другої світової війни, а через два місяці навчання хлопчика в першому класі померла його мати.
Після закінчення середньої школи три роки працював завідувачем клубу села Вільниця й одночасно закінчив Гадяцьке культпросвітнє училище. У 1961 році поступив на історико-філологічний факультет Полтавського педагогічного інституту ім. В. Г. Короленка, але навчання там не закінчив — наприкінці жовтня 1962 року був призваний на військову службу в Радянську армію. Він став першим студентом в області, якого призвали в армію з інституту. Служив на космодромі «Байконур». Після служби в армії Безотосний закінчив історичний факультет Харківського університету.
Педагогічну діяльність розпочав викладачем історії та політології Бобринецького сільськогосподарського технікуму в Кіровоградській області. З серпня 1973 року працював у вищих навчальних закладах України. Після захисту кандидатської дисертації перевівся до Києва. Тривалий час там працював доцентом Київського технологічного інституту легкої промисловості та в інших навчальних закладах. Завідував кафедрою гуманітарних дисциплін Державної академії житлово-комунального господарства.
За роки педагогічної діяльності видав підручники з курсу «Історія України», «Політологія» та «Історія української культури», підготував докторську дисертацію на тему «Україна в добу сталінщини: історія опору», кілька монографій та понад 250 фундаментальних наукових праць із проблем державотворчих процесів в Україні, формування української національної ідеї та культури. Але підготовку до захисту докторської дисертації довелося відкласти. У зв'язку з похилим віком та хворобою названих батьків, Микола Трохимович змушений був повернутися до Полтави, аби доглядати за ними.
Останні роки педагогічної діяльності М. Т. Безотосного пов'язані з кафедрою філософії, історії та педагогіки Полтавської державної аграрної академії. Для студентів і викладачів цього навчального закладу підготував шість різнопланових концепцій формування особистості студентів — майбутніх працівників народного господарства. Більше десяти років розкривав суть цієї проблематики, беручи участь у численних наукових конференціях при Інституті вищої освіти НАПН України та Інституті інноваційних технологій і змісту освіти МОН України. Згодом життєві обставини спонукали Миколу Трохимовича переїхати до Одеси, де він і далі працював в сфері освіти.

## Науковий доробок
Микола Безотосний — один із фундаторів і співкоординаторів восьми міжнародних симпозіумів на тему «Проблеми інтеграції науково-освітнього, інтелектуального потенціалу в державотворчому процесі», які проводяться під опікою Міністерства освіти і науки України й Тернопільського державного технічного університету імені Івана Пулюя, де М. Т. Безотосний є також членом редакційної комісії з видання наукових збірників цих симпозіумів. Паралельно з педагогічною і науковою роботою Микола Трохимович бере активну участь у політичному та громадському житті держави й регіону. Він систематично виступає на засіданнях «круглих столів» по телебаченню та на радіо, на зібраннях з проблем формування держави і політичної системи в Україні.
Нагороджений похвальними грамотами і ювілейними медалями. Брав участь у роботі міжнародного конгресу «Українська освіта у світовому часопросторі», який проводиться Міністерством освіти і науки України та Інститутом українознавства І. Крип'якевича НАН України.
Спираючись на висвітлені Безотосним філософські концепції, відомий письменник-«афганець», лауреат державних і міжнародних літературно-мистецьких відзнак, Ігор Моісєєнко вперше в історії України створив емпірично виведене формулювання Української національної ідеї. За визначенням Національної спілки письменників України, ця робота, втілена у науково-публіцистичному трактаті «Ідея Гармонії — Українська національна Ідея», здатна ефективно формувати національну свідомість життєдайної моралі соціально активного українця з баченням ясної перспективи і шляхів досягнення національної мрії.

### Основні наукові роботи Миколи Безотосного
- Україна в добу сталінщини: історія опору: збірник наукових праць / Микола Безотосний ; Національна академія наук України, Інститут політичних і етнонаціональних досліджень. — К. : ДАЖКГ, 2002. — 127 с. ISBN 966-7817-67-9
- Політологія: навчальний посібник / Полтавська державна аграрна академія ; [уклад. : М. Т. Безотосний]. — Полтава: ПДАА, 2008. — 127 с.
- Історія української культури: навчальний посібник / Микола Безотосний ; Полтавська державна аграрна академія — Полтава: ПДАА, 2011. — 108 с.
- Ми на вічнім шляху до Шевченка / Безотосний Микола Трохимович . — Полтава: Говоров, 2014. — 23 с.
- «Пересопницьке Євенгеліє» — символ духовності України / Микола Безотосний // Рідний край. — 2012. — № 1 (26). — С. 61-64.
- Мова — основа формування української нації [Текст] / Микола Безотосний // Рідний край: альманах Полтав. держ. пед. унту.  — Полтава, 2009.  — № 1. — С. 45-49.